# Manuel Macedonio Barbarín
Manuel Macedonio Barbarín fue un militar de origen africano que llevado  como esclavo al Virreinato del Río de la Plata alcanzó la libertad y tras la emancipación el grado de teniente coronel en los ejércitos de la Confederación Argentina.

## Biografía
Manuel Macedonio Barbarín nació en Calibali, un pueblo de África, en 1781. Llevado a la fuerza a Buenos Aires como esclavo, logró su libertad por su intervención como soldado raso voluntario en la defensa de la ciudad contra las Invasiones Inglesas en 1806 y 1807.
Por su actuación, el virrey Baltasar Hidalgo de Cisneros lo premió en 1809 con una medalla de plata y lo promovió al grado de capitán de milicias. Con ese grado participó en los sucesos de la Revolución de mayo de 1810, apoyando la causa patriota. En 1811 atacó al capitán de navío realista Juan Ángel Michelena en Arroyo de la China.
En 1815 el Director Supremo Ignacio Álvarez Thomas lo nombró capitán del Batallón Cívico de Pardos y Morenos Libres. En 1821 era capitán de batallón de la Legión Patricia.
Tras el golpe de Juan Lavalle del 1 de diciembre de 1828, Barbarín apoyó a Manuel Dorrego y tras su fusilamiento continuó sirviendo al Ejército federal. En 1831 obtuvo el grado de sargento mayor y estuvo al mando del batallón Restaurador de las Leyes. Fiel a Juan Manuel de Rosas fue uno de los conductores de la Revolución de los Restauradores de octubre de 1833. Fue ascendido a teniente coronel en 1835, falleciendo en Buenos Aires el 3 de marzo de 1836.